# 荒烟
荒烟（1920年12月—1989年2月），原名张伟耀，曾用名张亘、张燕平，广东兴宁人，中国版画家，中国民主同盟盟员。民国时期任赣州《正气日报》美术编辑、赣州师范学校教员。1987年任中国版画家协会顾问。有作品集《荒烟木刻选》。